# Glasford
Glasford es una villa ubicada en el condado de Peoria en el estado estadounidense de Illinois. En el Censo de 2010 tenía una población de 1022 habitantes y una densidad poblacional de 438,93 personas por km².

## Geografía
Glasford se encuentra ubicada en las coordenadas 40°34′22″N 89°48′47″O / 40.57278, -89.81306. Según la Oficina del Censo de los Estados Unidos, Glasford tiene una superficie total de 2.33 km², de la cual 2.33 km² corresponden a tierra firme y (0%) 0 km² es agua.

## Demografía
Según el censo de 2010, había 1022 personas residiendo en Glasford. La densidad de población era de 438,93 hab./km². De los 1022 habitantes, Glasford estaba compuesto por el 98.34% blancos, el 0.29% eran afroamericanos, el 0.68% eran amerindios, el 0% eran asiáticos, el 0.2% eran isleños del Pacífico, el 0% eran de otras razas y el 0.49% pertenecían a dos o más razas. Del total de la población el 1.17% eran hispanos o latinos de cualquier raza.